# Melanoscia occlusa
Melanoscia occlusa är en fjärilsart som beskrevs av W. Warren 1904. Melanoscia occlusa ingår i släktet Melanoscia och familjen mätare. Inga underarter finns listade i Catalogue of Life.